# カンポフランコ
カンポフランコ（イタリア語: Campofranco, シチリア語: Campufrancu）は、イタリア共和国シチリア州カルタニッセッタ県にある、人口約2,900人の基礎自治体（コムーネ）。

## 地理

### 位置・広がり
アグリジェントの北東およそ25kmに位置する。

#### 隣接コムーネ
隣接するコムーネは以下の通り。括弧内のAGはアグリジェント県所属を示す。
- アラゴーナ (AG)
- カステルテルミニ (AG)
- グロッテ (AG)
- ミレーナ
- ステーラ